# Julio Pintado
Pour les articles homonymes, voir Pintado.
Julio Pintado , né le 12 juin 1983, est un coureur cycliste andorran.

## Biographie
Julio Pintado représente son pays lors des Jeux des petits États d'Europe de 2011 et 2013. En 2015, il devient double champion national d'Andorre, dans la course en ligne et le contre-la-montre. Il intègre ensuite l'équipe continentale Massi-Kuwait Project en juillet 2016. La même année, il participe à ses premiers championnats d'Europe,.
En mai 2017, il dispute les Jeux des petits États d'Europe, où il se classe troisième du contre-la-montre et cinquième de la course en ligne. Il obtient également la médaille d'argent par équipes avec la sélection andorrane. Quelques mois plus tard, il est sacré champion d'Andorre du contre-le-montre. Il conserve ce titre en 2018.

## Palmarès
- 2014
  - 2e du championnat d'Andorre du contre-le-montre
  - 3e du championnat d'Andorre sur route
- 2015
  -  Champion d'Andorre sur route
  -  Champion d'Andorre du contre-le-montre
- 2017
  -  Champion d'Andorre du contre-le-montre
  -  Médaillé d'argent de la course par équipes aux Jeux des petits États d'Europe
  - 2e du championnat d'Andorre sur route
  -  Médaillé de bronze du contre-la-montre aux Jeux des petits États d'Europe
- 2018
  -  Champion d'Andorre du contre-le-montre